# Cardiastethus
Genre
Synonymes
Orthosolenia Reuter, 1884
Cardiastethus est un genre d'insectes hémiptères hétéroptères (punaises) de la famille des Anthocoridae.

## Liste des espèces
Cardiastethus brevirostris – Cardiastethus brounianus – Cardiastethus consors – Cardiastethus elegans – Cardiastethus hiurai – Cardiastethus kathmandu – Cardiastethus linnavuorii – Cardiastethus nepalensis – Cardiastethus poweri